# Маллан, Питер
Пи́тер Ма́ллан (англ. Peter Mullan; род. 2 ноября 1959, Питерхед, Шотландия) — шотландский актёр, режиссёр и сценарист.
Обладатель приза за лучшую мужскую роль на Каннском кинофестивале (1998) и «Золотого льва» Венецианского кинофестиваля (2002).
Наиболее известен по участию в фильмах «На игле», «Дитя человеческое», «Последний легион», «Гарри Поттер и Дары Смерти. Часть 1», «Боевой конь» и «Тираннозавр».

## Биография

### Ранняя жизнь
Питер Маллан родился 2 ноября 1959 года в небольшом городе Питерхед, Шотландия, в семье медсестры Патриции и лабораторного техника Чарльза. Помимо Питера, в семье было ещё восемь детей.
После переезда в Глазго, где отец Питера недолгое время работал в местном университете и был уволен, мальчик стал хуже учиться и вступил в уличную банду. Его отец стал выпивать и последние годы страдал от рака лёгких. Чарльз Маллан скончался в тот день, когда Питер успешно поступил в Университет Глазго.

### Карьера
Дебютом Питера в кино стал фильм «Большой человек — переступая черту», где актёр сыграл вместе с Лиамом Нисоном.
В 1998 году Маллан стал лауреатом приза за лучшую мужскую роль на 51-м Каннском кинофестивале за роль Джо в фильме «Меня зовут Джо». Ещё одной крупной награды Маллан удостоился в 2002 году, когда снял драму «Сёстры Магдалины», выигравшую «Золотого льва» 59-го Венецианского кинофестиваля.
В 2004 году он снялся в фильмах «В ясный день» и «Аферисты». В 2006 году сыграл небольшую, но значительную роль в триллере «Дитя человеческое». В 2007 году он появился в фильме «Мальчик А», а в 2009 году сыграл Джеймса Коннолли в фильме «Коннолли».
Из последних примечательных ролей актёра — Яксли в «Гарри Поттере и Дарах Смерти: Часть 1», Джозеф в «Тираннозавре» и Тед Нарракотт в «Боевом коне».
Также выпустил шесть фильмов как режиссёр и сценарист: Close, Fridge, Good Day for the Bad Guys, Orphans, The Magdalene Sisters, Neds.

### Личная жизнь
По политическим взглядам Маллан — верный марксист. Актёр неоднократно критиковал как Маргарет Тэтчер, так и Тони Блэра с его партией.
Маллан является фанатом футбольного клуба «Селтик» и регулярно посещает их матчи.

## Фильмография
| Год       |    | Русское название                    | Оригинальное название                        | Роль                                                              |
| --------- | -- | ----------------------------------- | -------------------------------------------- | ----------------------------------------------------------------- |
| 1988      | тф | Стими                               | The Steamie                                  | Энди                                                              |
| 1990      | ф  | Переступая черту                    | The Big Man                                  | Винс                                                              |
| 1990      | с  | Таггерт                             | Taggart                                      | Питер Латимер                                                     |
| 1991      | ф  | Рифф-Рафф                           | Riff-Raff                                    | Джейк                                                             |
| 1994      | ф  | Неглубокая могила                   | Shallow Grave                                | Энди                                                              |
| 1995      | ф  | Храброе сердце                      | Braveheart                                   | ветеран                                                           |
| 1996      | ф  | На игле                             | Trainspotting                                | Свони                                                             |
| 1997      | ф  | Волшебная история                   | FairyTale: A True Story                      | сержант Фармер                                                    |
| 1998      | ф  | Утка                                | Duck                                         | Мик                                                               |
| 1998      | ф  | Меня зовут Джо                      | My Name is Joe                               | Джо                                                               |
| 1999      | ф  | Фрёкен Юлия                         | Miss Julie                                   | Джин                                                              |
| 1999      | ф  | Эскорт                              | Mauvaise passe                               | муж Патриции                                                      |
| 2000      | ф  | Обыкновенный преступник             | Ordinary Decent Criminal                     | Стиви                                                             |
| 2000      | ф  | Золотая пыль                        | The Claim                                    | Дэниэл Диллон                                                     |
| 2001      | ф  | Девятая сессия                      | Session 9                                    | Гордон Флеминг                                                    |
| 2002      | ф  | Сёстры Магдалины                    | The Magdalene Sisters                        | мистер О'Коннор; также режиссёр фильма                            |
| 2003      | ф  | Молодой Адам                        | Young Adam                                   | Лес Голт                                                          |
| 2003      | ф  | Поцелуй жизни                       | Kiss of Life                                 | Джон                                                              |
| 2004      | ф  | Вне этого мира                      | Out of This World                            | Джим                                                              |
| 2004      | ф  | Аферисты                            | Criminal                                     | Уильям Ханниган                                                   |
| 2004      | ф  | Ослеплённый                         | Blinded                                      | Фрэнсис Блэк                                                      |
| 2004—2005 | с  | Зоопарк в обувной коробке           | Shoebox Zoo                                  | Майкл Скот                                                        |
| 2005      | ф  | В ясный день                        | On a Clear Day                               | Фрэнк Рэдмонд                                                     |
| 2006      | ф  | Груз                                | Cargo                                        | Брукс                                                             |
| 2006      | ф  | Дитя человеческое                   | Children of Men                              | Сид                                                               |
| 2006      | ф  | Настоящий север                     | True North                                   | Райли                                                             |
| 2007      | ф  | Последний легион                    | The Last Legion                              | Одоакр                                                            |
| 2007      | ф  | Мальчик А                           | Boy A                                        | Терри                                                             |
| 2008      | ф  | Камень судьбы                       | Stone of Destiny                             | отец Иэна                                                         |
| 2009      | ф  | Красный райдинг                     | Red Riding                                   | Мартин Лоус                                                       |
| 2009      | ф  | Коннолли                            | Connolly                                     | Джеймс Коннолли                                                   |
| 2010      | ф  | Гарри Поттер и Дары Смерти. Часть 1 | Harry Potter and the Deathly Hallows: Part I | Яксли                                                             |
| 2010      | ф  | Отморозки                           | Neds                                         | отец; также режиссёр фильма                                       |
| 2011      | ф  | Тираннозавр                         | Tyrannosaur                                  | Джозеф                                                            |
| 2011      | ф  | Боевой конь                         | War Horse                                    | Тед Нарракотт                                                     |
| 2012      | ф  | Должник                             | The Liability                                | Peter                                                             |
| 2013      | ф  | Добро пожаловать в капкан           | Welcome to the Punch                         | Рой Эдвардс                                                       |
| 2013      | с  | Вершина озера                       | Top of the Lake                              | Мэтт Митчем                                                       |
| 2014      | ф  | Геракл                              | Hercules                                     | Ситакл                                                            |
| 2014      | с  | Что знает Оливия?                   | Olive Kitteridge                             | Джим О’Кейси                                                      |
| 2017      | ф  | Недруги                             | Hostiles                                     | подполковник Росс Маккоуэн                                        |
| 2017—2018 | с  | Озарк                               | Ozark                                        | Джейкоб Снелл                                                     |
| 2017—2017 | с  | Порох                               | Gunpowder                                    | Генри Гарнет                                                      |
| 2018      | с  | Мир Дикого запада                   | Westworld                                    | Джеймс Делос                                                      |
| 2018      | ф  | Маугли                              | Mowgli: Legend of the Jungle                 | Акела (голос)                                                     |
| 2018      | ф  | Исчезновение                        | Keepers                                      | Томас                                                             |
| 2020      | ф  | Марионетка                          | Marionette                                   | доктор Маквитти                                                   |
| 2020      | с  | Проклятая                           | Cursed                                       | отец Карден                                                       |
| 2021—2021 | с  | Северные воды                       | The North Water                              | священник                                                         |
| 2022      | с  | Властелин колец                     | Lord of the Rings                            | Дурин III                                                         |
| 2022      | ф  | Висящее солнце                      | The Hanging Sun                              | отец Джона                                                        |
| 2023      | с  | Связь                               | Liaison                                      | Ричард Бэнкс, младший министр по вопросам безопасности Хоум-офиса |